# Filip Šebo
Filip Šebo (Bratislava, Checoslovaquia, 24 de febrero de 1984) es un exfutbolista eslovaco que jugaba como delantero.

## Selección nacional
Ha sido internacional con la selección de fútbol de Eslovaquia, ha jugado 15 partidos y ha anotado 7 goles.

## Clubes
| Club                   | País       | Año       |
| ---------------------- | ---------- | --------- |
| 1. FC Colonia II       | Alemania   | 2001-2003 |
| FK Inter Bratislava    | Eslovaquia | 2003-2004 |
| FC Artmedia Bratislava | Francia    | 2004-2005 |
| Austria Viena          | Austria    | 2005-2006 |
| Rangers FC             | Escocia    | 2006-2007 |
| Valenciennes FC        | Francia    | 2007-2010 |
| SK Slovan Bratislava   | Eslovaquia | 2010-2012 |
| FC Petržalka           | Eslovaquia | 2015-2016 |